# 米埗村
米埗村位于广州市从化区北部山区，鄉村旅遊產業佔比較高。2018年，米埗小镇已接待游客20余万。2018年，村民人均纯收入达到3.5万元，集体收入达到100万元；2019年村民人均纯收入达到4.5万元，集体收入达到150万元。改造建设了稻田乡村休闲茶吧、乡村青年创业中心、土特产中心、竹工艺创作工作室、碾米坊、竹影休闲广场、绿道休闲长廊，合作建设了生态设计工作室。